# Oud Gerechtsgebouw (Gent)

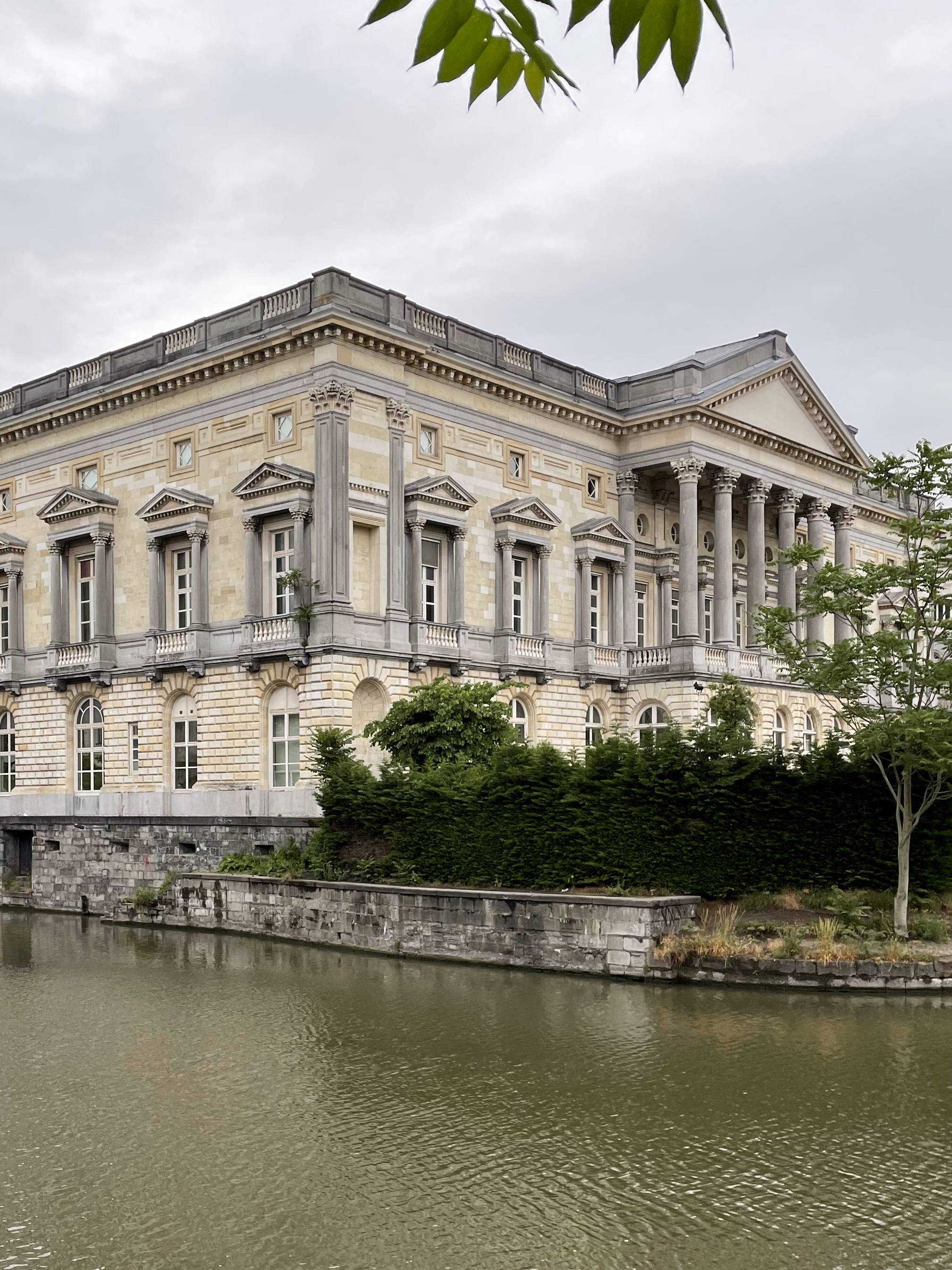
De achtergevel van het Oud Gerechtsgebouw, vanaf de Recollettenlei.

Het Oud Gerechtsgebouw Gent, zo genoemd om het onderscheid te maken met het Nieuwe Gerechtsgebouw Gent, staat aan het Koophandelsplein in Gent.

## Geschiedenis
Het gerechtsgebouw werd gebouwd op de plaats waar vroeger een recollettenklooster stond. Recolletten zijn een onderorde van de orde der franciscanen of minderbroeders. Het klooster werd gesloopt in 1797-1799, waarna de vrijgekomen plaats gebruikt werd om er tweemaal per week een koophandelsmarkt te houden. 
Het gerechtsgebouw werd opgericht van 1836 tot 1846, naar ontwerp van stadsarchitect Louis Roelandt (1786-1864) in neoclassicistische stijl met Florentijnse renaissance-elementen. De voorgevel van het gebouw wordt geaccentueerd door een fronton op Korinthische zuilen.
Het grondplan mat 55 x 66 m. De kelder en het gelijkvloers waren voorzien voor de koophandelaars met onder andere magazijnen en een beurs. De hogere verdiepingen waren bestemd voor de juridische diensten. Daar deze diensten na verloop van tijd over te weinig ruimte beschikten, besliste de staat het gebouw over te kopen in 1898. De handelsbeurs werd in 1900 overgebracht naar de Kouter.
Opmerkelijk in het gebouw was de centrale binnenruimte op de eerste verdieping (57 meter lang, 15 meter breed en 21 meter hoog) die als bijnaam de 'salle des pas perdus’ kreeg. Advocaten en hun cliënten kuierden in deze ruimte over en weer totdat hun zaak kon bepleit worden. De zaal werd ook gebruikt voor feestelijkheden en concerten. Toch was ze niet erg geschikt daar men het hele gebouw zonder verwarming had opgetrokken.
In 1926 had een enorme brand plaats die het volledige interieur in de as legde. Enkel de buitenmuren bleven overeind staan.
In 1930 werd het gerechtshof heropgebouwd onder leiding van architect M. De Vaere. De binneninrichting werd volledig vernieuwd. Het centrale gedeelte werd nu een binnenkoer met ruime, goed verlichte gangen rondom, waardoor de zalen en burelen aan de binnenzijde meer licht kregen. Het aantal bruikbare zalen en lokalen werd van 58 op 100 gebracht. Bij de heropbouw werd beslist van het fronton aan de voorgevel te voorzien van een beeldengroep, die slechts in 1961 werd geplaatst.
Het gebouw werd in 1995 beschermd als monument.
Sinds 2007, na de verhuizing van de meeste diensten naar het nieuwe gerechtsgebouw in de wijk Rabot, huist enkel nog het Hof van Beroep in dit gebouw.

## Fries 'De Gerechtigheid'
In 1950 werd na een wedstrijd de creatie van een fries die het fronton moest invullen toegewezen aan de Gentse beeldhouwer Geo Verbanck (1881-1961). Geo Verbanck beschouwde deze opdracht als een van de grootste uitdagingen in zijn lange carrière.
De fries kreeg de naam 'De Gerechtigheid'. Themis, de Griekse godin van de rechtspraak en de rechtsorde, houdt in haar ene hand de weegschaal vast die het goede en het kwade moet afwegen, in haar andere hand klemt ze een indrukwekkend gerechtszwaard. Links kijken de beschuldigden smekend naar haar op, voor de beschuldigden rechts is het oordeel al geveld. De fries is 14 meter breed en vrouwe Themis is 2,85 meter hoog. Er was meer dan 3 ton brons nodig voor het gieten van het kunstwerk.
De beeldengroep was afgewerkt in 1953. Het was de bedoeling om dit werk in het fronton te plaatsen ter gelegenheid van de Gentse Floraliën in 1955. Het heeft echter tot oktober 1961 geduurd vooraleer men tot de plaatsing overging.

## Gedenkplaat voor Pedro de Gante
Een van de meest befaamde bewoners van het gesloopte franciscanenklooster was Pedro de Gante (1480–1572). Hij was een Vlaamse missionaris die actief was in Mexico. Hij was de eerste christelijke missionaris in de Nieuwe Wereld en richtte er ook de eerste Europese school op. Hij stond bekend als een verdediger van de belangen van de lokale indiaanse bevolking, en klaagde meermaals de wantoestanden veroorzaakt door de conquistadores aan bij het Spaanse hof.
Op 13 juni 1948 hadden grootse feestelijkheden plaats in Gent om Pedro de Gante te herdenken.
Een gedenkplaat aan de zijgevel van het gerechtsgebouw, kant Nederkouter, werd plechtig onthuld in aanwezigheid van diverse ministers en de burgemeester van Gent. Architect Valentin Vaerwyck stond in voor het ontwerp. Beeldhouwer Geo Verbanck vervaardigde het portretmedaillon en de wapenschilden van Gent en Mexico-stad.

## Wetenswaardigheden
- Het Koophandelsplein verwijst naar de voormalige koophandelsmarkt in de 19de eeuw.
- De Recollettenlei verwijst naar het voormalige recollettenklooster (14de - 18de eeuw).[2]

## Fotogalerij

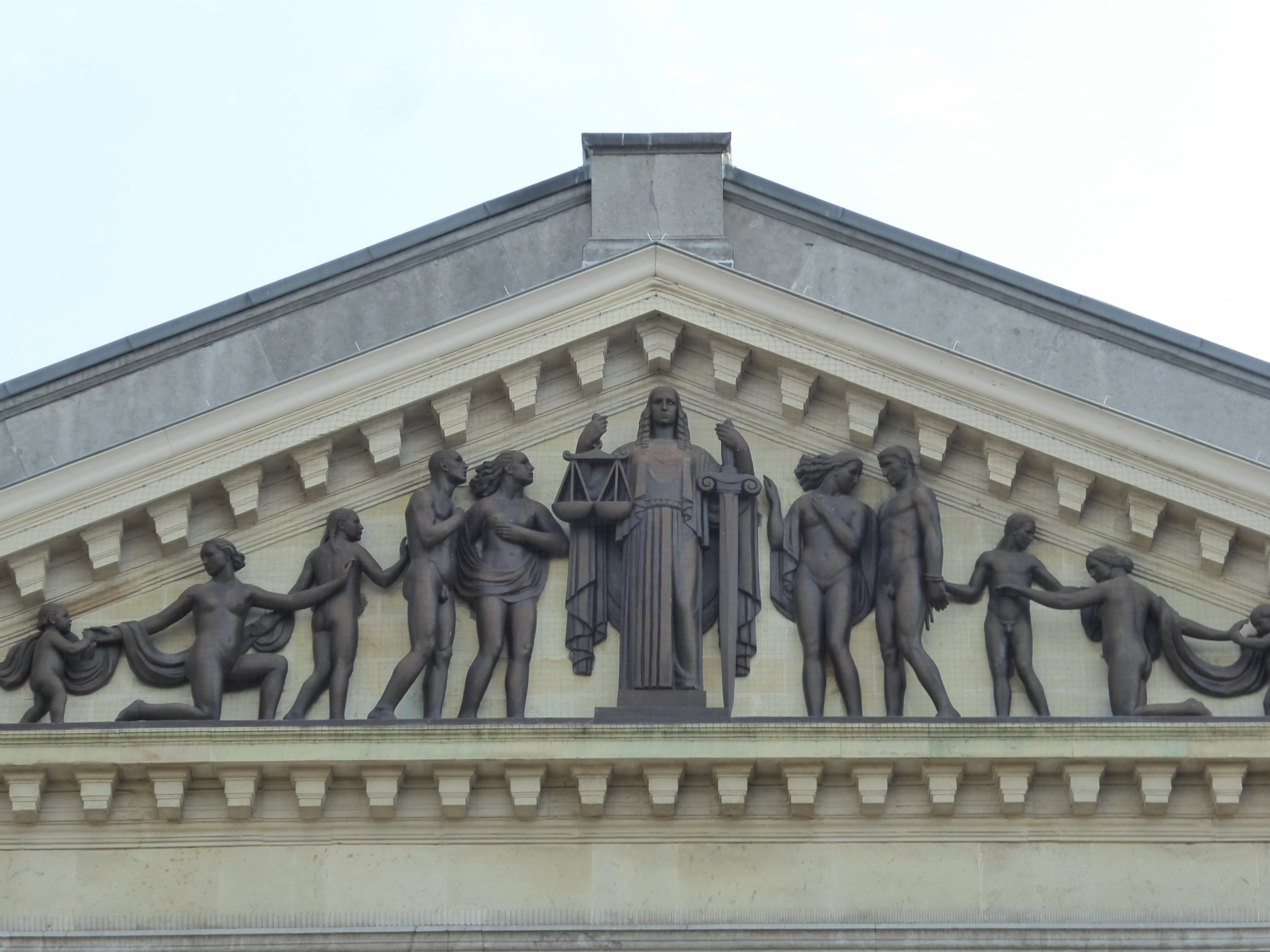
De beeldengroep 'De Gerechtigheid'
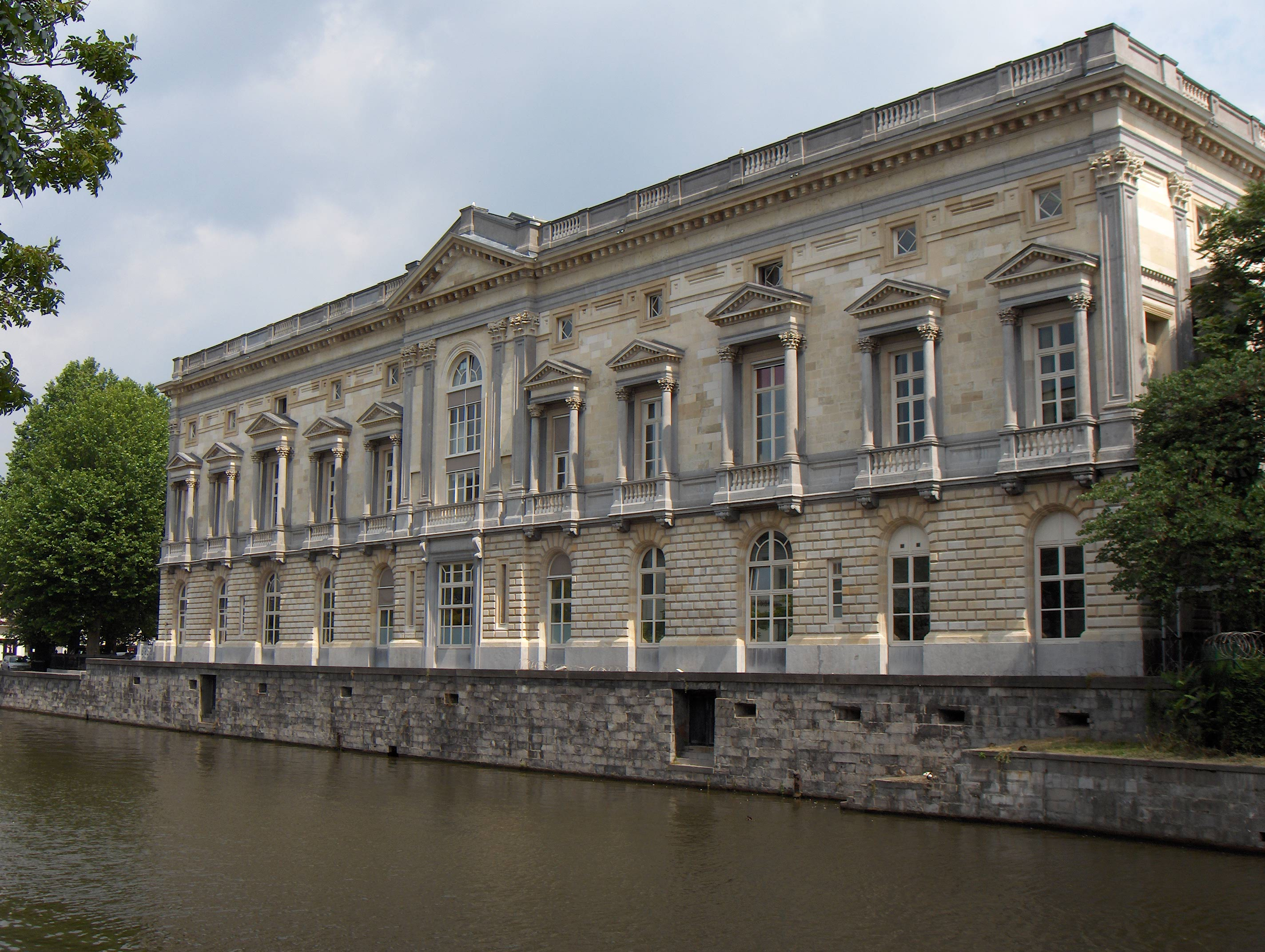
De zijgevel
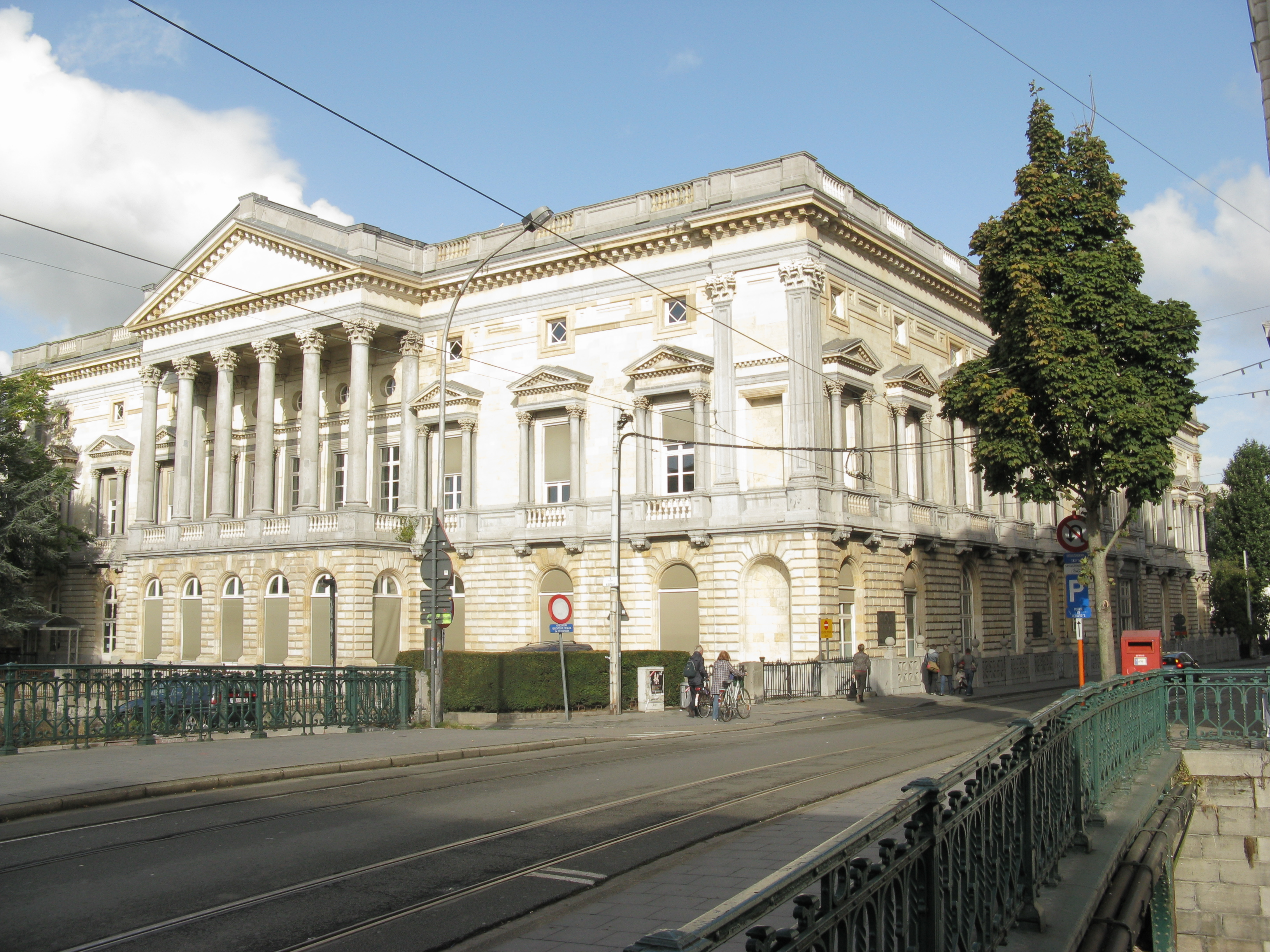
De achtergevel
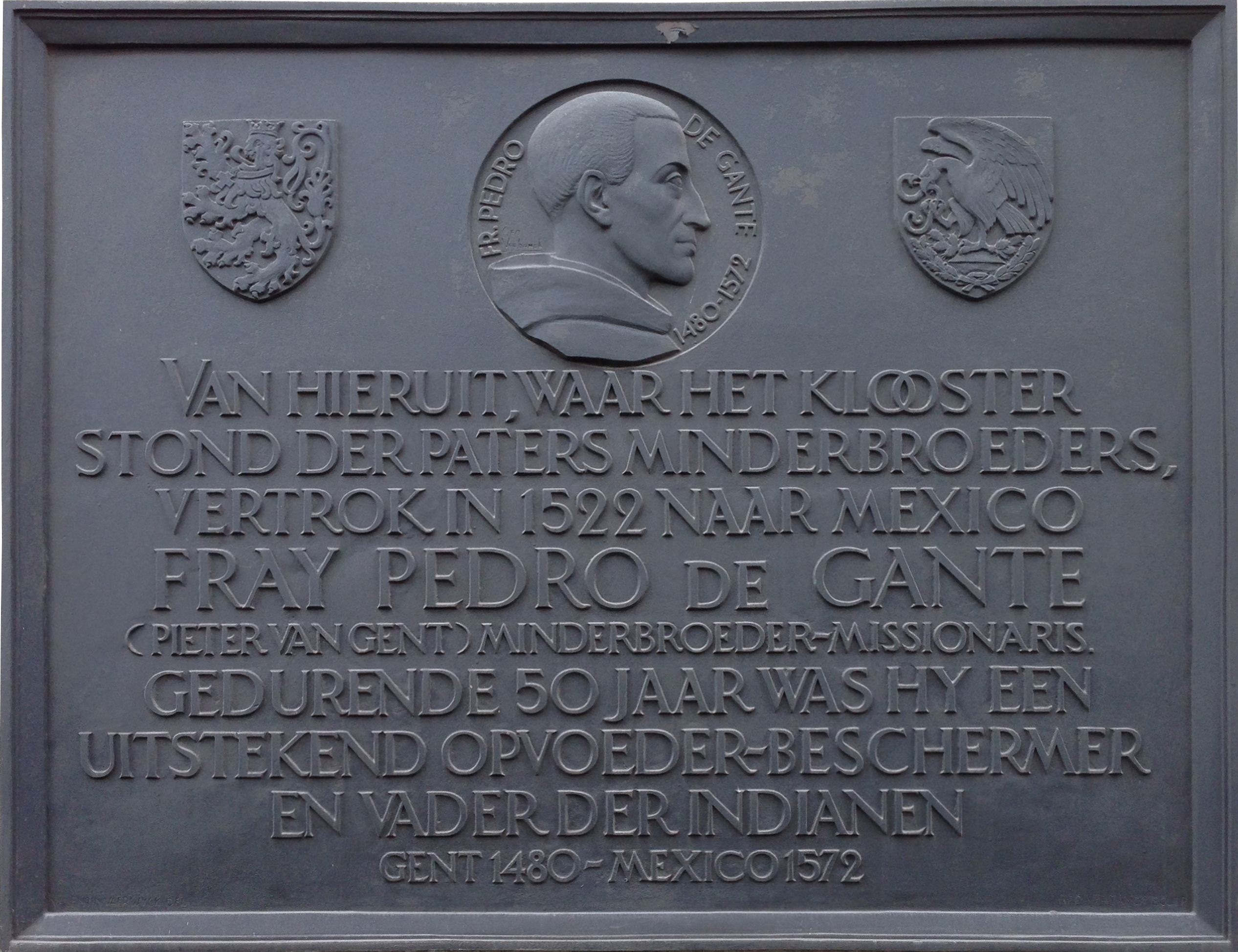
De gedenkplaat voor Pedro de Gante